# Lángbaborult világ
A Lángbaborult világ (eredeti angol címe The Big Parade) 1925-ben bemutatott amerikai némafilm, rendezte King Vidor. 
A korabeli magyar kritikus szerint „King Vidor új filmje, amely a magyar közönség elé Lángbaborult világ címen kerül, elhagyva az eredeti cím, "A Nagy Parádé" keserű és szarkasztikus ízét, új kísérlet a világháború filmszerű érzékeltetésére.”

## Témája
Egy gazdag üzletember tétlen fia, Jim Apperson barátai únszolására csatlakozik a hadsereghez, amikor az Egyesült Államok belép az első világháborúba. A kiképzés után Franciaországba kerül. Egy farmon szerelmes lesz a francia nőbe, Melisande-ba, de hamarosan elválnak, mert Jim egységét a harctérre küldik. Ott megismerkedik a véres valósággal, két társa meghal, ő maga kórházba kerül. Miután lábát amputálják, hazatér Amerikába. Anyja rábeszéli, hogy keresse meg a lányt. Később Jim visszamegy Franciaországba a farmra, és a szerelmesek boldogan egymásra találnak.

## Fogadtatása
A film hatalmas sikert könyvelhetett el, „a húszas évek egyik legnagyobb kasszasikere” volt Amerikában. Különösen a harctéri jelenetek, „például egy szuronyroham, a hitelesség látszatát kölcsönözték a filmnek, ami a felületes szemlélő előtt elfedte a szentimentális alapvonást.”
Hevesy Iván 1926 végén megjelent kritikájában a világháború filmszerű érzékeltetésére tett kísérletnek nevezte a filmet, amelyben a rendező sokkal hatásosabban oldotta meg a feladatot, mint némafilmes elődei. „King Vidornak ebben a filmjében minden romantika és szentimentalizmus mellett igen sok megragadó költői és drámai erő van.”

## Fontosabb szerepek
- John Gilbert – James Apperson
- Renée Adorée – Melisande
- Hobart Bosworth – Mr. Apperson
- Claire McDowell – Mrs. Apperson
- Claire Adams – Justyn Reed
- Robert Ober – Harry
- Tom O'Brien – Bull
- Karl Dane – Slim
- Rosita Marstini – French Mother